# Mystus bimaculatus
Mystus bimaculatus är en fiskart som först beskrevs av Volz, 1904.  Mystus bimaculatus ingår i släktet Mystus och familjen Bagridae. Inga underarter finns listade i Catalogue of Life.